# Капустин (Анапа)
Капустин — хутор в Приморском сельском округе муниципального образования город-курорт Анапа Краснодарского края России.

## География
Находится на берегу Витязевского лимана, откуда и более древнее название — Лиманный, вблизи впадения р. Гостагайка.

## Население
| 2002 | 2010 |
| ---- | ---- |
| 97   | ↘41  |

## Инфраструктура
Личное подсобное хозяйство.

## Транспорт
Автомобильный и железнодорожный транспорт.